# 家庭教師 (アルバム)
『家庭教師』（かていきょうし）は、日本のシンガーソングライターである岡村靖幸の4枚目のオリジナル・アルバム。
1990年11月16日にEPIC・ソニーからリリースされた。初のベスト・アルバム『早熟』（1990年）を経て、前作『靖幸』（1989年）よりおよそ1年4か月振りにリリースされた作品であり、全作詞および作曲、編曲およびプロデュースをすべて岡村が担当している。
本作からは先行シングルとして、フジテレビ系バラエティ番組『1or8』（1991年）のエンディングテーマとして使用された「どぉなっちゃってんだよ」のほかに「あの娘ぼくがロングシュート決めたらどんな顔するだろう」がリリースされ、後に「カルアミルク」がリカットされた。
本作はオリコンアルバムチャートにおいて最高位第7位となった。本作は多くのミュージシャンから絶賛され、1990年代を代表する名盤であるとの評価を受けている。岡村はデビュー以来、『yellow』（1987年）、『DATE』（1988年）、『靖幸』（1989年）と毎年アルバムをリリースしてきたが、本作リリース以降は寡作傾向となり、次作『禁じられた生きがい』（1995年）まで5年間アルバムリリースは途絶えることとなった。

## 背景
岡村靖幸は1990年2月21日に11枚目のシングル「Peach Time」をリリース、3月20日には岡村主演の映画『Peach どんなことをしてほしいのぼくに』が全国公開され、全国で4万人を動員する。翌日の3月21日には初のベスト・アルバム『早熟』がリリースされ、5月1日には前述の映画がビデオ化され、6月21日には初のビデオシングルとして「Peach Time」がリリースされる。7月21日には12枚目のシングル「どぉなっちゃってんだよ」、10月10日には13枚目のシングル「あの娘ぼくがロングシュート決めたらどんな顔するだろう」がリリースされた。

## 音楽性と歌詞
本作のタイトルに関して、岡村は以下の発言を行っている。
僕ファンレターっていっぱい読むんですよ。その中で、私は岡村君のファンなんだけど、いつもヘッドホンでこっそり聞いてますっていうのが多いの。親に聞かれるとマズイって。そういうふうに僕の音楽とコミュニケートするやり方、つまり夜中にマンツーマンで僕の音楽を聴いて、そこからいろいろなことを吸収したりするのって家庭教師みたいじゃない? そんなところからイメージが浮かんだんだと思う。—岡村靖幸, 
WOM79号 1990年9月29日発行
芸術総合誌『ユリイカ7月臨時増刊号 総特集=岡村靖幸』においてライターのばるぼらは、本作収録曲の歌詞と楽曲の両方が「他と比較できないオリジナリティを感じさせる」と述べており、本作以前の岡村の作品を「背景がプリンスで前景がニューミュージック」という印象であったと指摘した上で、本作はエレクトロニック・ボディ・ミュージックやファンク／リズム・アンド・ブルース、ジャズ／ブルース、シンセポップなどの異なるジャンルの音楽性を一つに構成し組み合わせていることから、「しいていえばオルタナティヴ・ロック、いや、オルタナティブ・J-POPとでも呼ぶのだろうか。コレと形容する言葉がないのである」と表現、また「もっと得体が知れない」音楽性であるとも述べている。
ばるぼらは本作において社会問題に切り込んだ歌詞が複数見られるものの、岡村の作品がカウンターカルチャーとしてのロックではなく、「社会の問題と向き合って自分の意見でコミュニケーションしたい」という表現であると主張している。「どぉなっちゃってんだよ」の歌詞における「セクハラ（セクシャルハラスメント）」が1989年の新語部門の金賞に選定された言葉であることや、「マンション」がバブル経済を象徴する言葉であること、さらに「流行の雑誌で生き方定めて」は当時マニュアル雑誌が氾濫していたことを揶揄する表現であり、当時の岡村が流行雑誌に従って女性に好まれるファッションにしたものの全く好まれなかったことから雑誌の情報に対する疑念を持ったことを表現していると指摘した。しかし「人生がんばってんだよ」と受け身の若者に対して鼓舞するような表現もあることも重ねて指摘している。また「カルアミルク」における「ファミコンやって、ディスコに行って、知らない女の子とレンタルのビデオ見てる」という歌詞については、すべて当時の岡村の趣味から作詞されたものでその後に続く「どんなものでも君にかないやしない」という表現から、岡村にとって最高の娯楽よりも対象の人物に対する敬愛を表現したラブソングであると指摘している。
ばるぼらは他にも「カタログ」「パトロン」「スペイン料理」「ペンション」などの1980年代末を想起させる言葉が使用されていることを指摘した上で、岡村は歌詞として使用する言葉の取捨選択を必要としていないと主張、「祈りの季節」の冒頭の高齢化社会を憂慮した歌詞を抜き出した際に、チャート10位以内にランクインしているアルバムの歌詞であると理解できる人は少ないであろうと推測している。ばるぼらは本作に関して「野心的な曲と野心的な歌詞。ラディカルで独創的なだけでなく、作者にとっての必然性があり、ポップスとしても成り立つ」と総括している。また1990年12月9日発売の雑誌『宝島』において岡村は、「（エッチなことを）歌いたくてしょうがない。そういうのを歌ってると生きてるって感じするんでしょうね」と発言している。

## 楽曲

### Side A
1. 「どぉなっちゃってんだよ」
12枚目のシングル。詳細は「どぉなっちゃってんだよ」の項を参照。
2. 「カルアミルク」
14枚目のシングル。詳細は「カルアミルク」の項を参照。
3. 「(E)na」
「カッコイーナ」と読む。ミュージック・ビデオに使用されたバージョンでは曲のアレンジが若干異なる。岡村の担当プロモーターであったEPIC・ソニー所属の福田良昭は、リリース当時に誰もタイトルを読めなかったと述べている[8]。
イントロの「ナーナカ〜」は、プリンスの曲「アメリカ（英語版）」の12インチ・シングルバージョンからの引用となっている。
4. 「家庭教師」
福田は本作の中で本曲に最も衝撃を受けたと述べている[9]。福田は本曲の歌詞について「ある意味動く艶めかしさみたいなものを感じたりして、ショック強すぎるというか。アルバムの表題曲だし、これがこのアルバム全体の空気を作っているのかなと思うとゾッとするというか（笑）」とコメントしている[9]。音楽評論家の田家秀樹はEPIC・ソニー所属のアーティストは青春をイメージさせるタイプが多く、エロティックな歌詞のアーティストは少数派であったことを主張し、それに対して福田はBARBEE BOYSの楽曲においてエロティックな歌詞が存在したものの、イメージが膨らむ形でのエロティックな歌詞の楽曲は存在しなかったと述べている[9]。

### Side B
1. 「あの娘ぼくがロングシュート決めたらどんな顔するだろう」
13枚目のシングル。詳細は「あの娘ぼくがロングシュート決めたらどんな顔するだろう」の項を参照。
2. 「祈りの季節」
高齢化および少子化を題材とした楽曲。原題は「眠れぬ夜」であり、トラック・ダウン終了後までは同タイトルが使用されていた[10]。当時はバブル経済による好景気であったものの、それが未来永劫続かずに何かマイナスな出来事が起こると岡村が感じ取っていたのではないかと福田は推測し、「アーティスト・岡村靖幸というのを外して、人間・岡村靖幸としてすごい感性の持ち主なんだなと思いますね」と述べている[10]。
3. 「ビスケット Love」
8枚目のシングル「だいすき」における子供声のコーラスが使用されている。ライブ・ビデオ『KURODA MICHIHIRO mov'on 2 LIVE FANTOM110500』（2000年）において、黒田倫弘によるカバーが収録されている。
4. 「ステップ UP↑」
トリビュート・アルバム『どんなものでも君にかないやしない 岡村靖幸トリビュート』（2002年）においてBLACK BOTTOM BRASS BAND&ターザンボーイズ&ガールズ名義によるカバーが収録されている。
5. 「ペンション」
福田は本曲を「成長した青春の主人公の最後の曲」であると指摘し、本曲の内容が「それなりの主人公の成長の証しを切り取ったような、ハッピーではないかもしれないけどという予感」であり最終曲になっていることに対して、「勝手な想像」と前置きした上で次作である『禁じられた生きがい』（1995年）に繋がるのではないかと述べている[11]。

## リリース、アートワーク
本作は1990年11月16日にEPIC・ソニーからCD、CTの2形態でリリースされた。本作からは同年7月21日にフジテレビ系バラエティ番組『1or8』（1991年）のエンディングテーマとして使用された「どぉなっちゃってんだよ」、10月10日に「あの娘ぼくがロングシュート決めたらどんな顔するだろう」が先行シングルとしてリリースされたほか、12月1日に「カルアミルク」がリカットとしてリリースされた。
本作は1992年11月1日にミニディスクにて再リリースされた。2005年3月16日には8枚組CD+2枚組DVDのボックス・セット『岡村ちゃん大百科～愛蔵盤』に収録される形で紙ジャケット仕様のデジタル・リマスタリング盤として再リリースされた。2012年2月15日には砂原良徳によるデジタル・リマスタリングが施されたBlu-spec CDとして再リリースされ、初回プレス分は紙ジャケットおよびピクチャーレーベル仕様となっていた。また、2012年の再リリースに合わせて発表された「岡村靖幸アルバム・ライナー・ノーツ」の募集企画では横山剣（クレイジーケンバンド）、フミ (POLYSICS) 、南Q太、橋本絵莉子（チャットモンチー）、直枝政広（カーネーション）、大根仁、七尾旅人、小出祐介 (Base Ball Bear)、いしわたり淳治、オカモトレイジ (OKAMOTO'S) などのコメントがブックレットに掲載された。
2021年11月16日にはミラーギミックの特殊仕様ジャケット、最新リマスター音源によるカッティングが行われた30センチアナログレコードの180グラム重量盤として再リリースされた。本作は元々アナログレコードではリリースされておらず、アナログを前提としていない音作りが行われていたため、オリジナル盤のリリース当時に岡村の担当プロモーターであった福田良昭は、2021年の時代にあった音にするため慎重に時間を掛けてカッティングなどの作業を行ったと述べている。またアナログ盤ではジャケット中央に描かれていた少年の顔が削除されて代わりにミラーシールが張られており、手に取った人物の顔が映し出される仕様になっている。

## チャート成績、プロモーション、ツアー
本作はオリコンアルバムチャートにて最高位第7位の登場週数5回で売り上げ枚数は8.5万枚となった。ベスト・アルバム『早熟』が同チャートにおいて最高位第3位であったのに対し本作が第7位という結果になり、売り上げ枚数では本作が上回ったものの「一位を獲ったら世界が変わってしまう」と常時発言しランキングに執着していた岡村は、少なからずショックを受けていたという。岡村にとって良作であった本作が思ったほどの結果を得られなかったことが影響し、ロックバンドのように解散できないことから「より良い作品作り」の必要性に迫られた結果、次作の完成までに長い期間を要することとなった。
本作リリース後、岡村は同年12月31日から1991年1月6日かけて渋谷パルコにて実施されたスペシャルイベント「年末年始、岡村クンと過ごそう!」に参加、全6日間の公演の2400席分のチケットは発売と同時に売り切れとなった。3月14日には吉川晃司からの紹介という形でフジテレビ系バラエティ番組『森田一義アワー 笑っていいとも!』（1982年 - 2014年）に2度目の出演を果たし、翌日のゲストとしてCHAKAを紹介する。
本作を受けたコンサートツアーは「Tour“家庭教師”」と題し、1991年3月15日の中野サンプラザ公演を皮切りに、同年3月20日の大阪厚生年金会館公演まで2都市全3公演が実施された。また同年には「岡村靖幸 LIVE TOUR '91」と題し、10月10日の愛知県勤労会館公演を皮切りに11月25日の中野サンプラザ公演まで6都市全9公演が実施された。

## 批評、反響
| 専門評論家によるレビュー  | 専門評論家によるレビュー |
| レビュー・スコア          | レビュー・スコア         |
| 出典                      | 評価                     |
| ------------------------- | ------------------------ |
| CDジャーナル              | 肯定的                   |
| TOWER RECORDS ONLINE      | 肯定的                   |
| 月刊カドカワ （桜井和寿） | 肯定的                   |
| OKMusic                   | 肯定的                   |

批評家たちからは本作の音楽性や歌詞に対して肯定的な意見が挙げられている。音楽情報サイト『CDジャーナル』では、岡村による独特なグルーヴやメロディ感、リズム感の青春賛歌が収録されていると紹介、リリース毎に前作から「確実にグレード・アップさせている」と指摘した上で「オカムラの“なくて七癖”が今回は特にクレイジーでいい」と肯定的に評価、また2012年のリイシュー盤のレビューでは本作を「誰にも真似することのできない濃厚かつオリジナリティあふれる岡村ちゃんの世界」であるとした上で、「今後も世代を超えて長く語り継がれていくであろう歴史的名盤だ」と絶賛した。音楽情報サイト『TOWER RECORDS ONLINE』では、日本においてファンキーな感性の持ち主は一歩間違えると「ただの変な人」になってしまうと前置きした上で、本作収録曲である「あの娘ぼくがロングシュート決めたらどんな顔するだろう」のような心に染みる歌の存在により岡村は「ただの変な人」にはならなかったと主張し肯定的に評価した。音楽情報サイト『OKMusic』にて音楽ライターの山本弘子は、本作収録曲がすべて岡村による作詞・作曲およびアレンジであることを指摘した上で、「突飛で衝動的に見えて、実は計算し尽くされているのではないか？と思わせられるところも彼が天才と評価される所以である」と肯定的に評価、また「家庭教師」における際どい表現に言及したほか、「祈りの季節」において1990年当時に高齢化社会に対する警鐘を鳴らしていたことに言及し「岡村靖幸、恐るべし、である」と総括している。
文芸・音楽誌『月刊カドカワ』1996年5月号において、Mr.Children所属の桜井和寿は本作を絶賛している。桜井は元々知人の中に岡村に携わる仕事をしていた人物がいると述べ、知人から岡村に関する情報を得る機会が多く、その当時にリリースされたのが本作であったという。桜井は本作を聴いて打ちのめされたと明かし、「もはやこの人が天才だろうが、紙一重で背中合せしたその向う側の人であろうが、はたまた和製プリンスであろうが、M・ジャクソンであろうが、岡村靖幸さんの音楽を形容するものには何の意味もないことに気付いた。それ以降の僕は、この日本におけるミック・ジャガーでもスプリングスティーンでもコステロでもデビッド・バーンでもポール・ウェラーでもなく、岡村靖幸Part2になりたいと、悪戦苦闘しながら音楽と愛し合っている」と述べている。またリリース当時プロモーターであったEPIC・ソニーの福田良昭は同社内においても本作の評価は「ずば抜けて高かった」と述べており、本作のサンプル盤を催促するスタッフやアーティストが多く存在していたことや、歌手の鈴木雅之が「『家庭教師』すげーな」と本作を絶賛していたと述べている。
1990年代を代表する傑作と呼ばれている本作であるが、岡村自身による本作に関する発言はほとんど残されていない。岡村は映画『あ・うん』（1989年）を観賞し主演の高倉健による「男の誠実」を表現した演技に影響され、インタビューを受ける回数が極端に減少し、自身の作品に関して話さないことで作品に対する誠実さを示すようになった。この件に関し総合男性誌『GORO』1991年10月10日号において、1990年某日にEPIC・ソニー担当者から編集部側に突然「ゼッタイに音楽のことは聞かないでください。お願いします」という通達が出され、編集部側からは「なぜに、ミュージシャンに、しかも音楽欄扱いで音楽のことが聞けないのか?」という疑問の声が挙がったことが記されている。雑誌側からセルフライナーノーツの依頼が来た際は、岡村の了解を得た上で福田が代わりにライナーノーツの執筆を行っていたと述べている。

## 収録曲
- CDブックレットに記載されたクレジットを参照[29]。

| #         | タイトル                   | 作詞      | 作曲      | 編曲      | 時間  |
| --------- | -------------------------- | --------- | --------- | --------- | ----- |
| 1.        | 「どぉなっちゃってんだよ」 | 岡村靖幸  | 岡村靖幸  | 岡村靖幸  | 4:16  |
| 2.        | 「カルアミルク」           | 岡村靖幸  | 岡村靖幸  | 岡村靖幸  | 5:11  |
| 3.        | 「(E)na」                  | 岡村靖幸  | 岡村靖幸  | 岡村靖幸  | 3:38  |
| 4.        | 「家庭教師」               | 岡村靖幸  | 岡村靖幸  | 岡村靖幸  | 5:59  |
| 合計時間: | 合計時間:                  | 合計時間: | 合計時間: | 合計時間: | 19:04 |

| #         | タイトル                                                 | 作詞      | 作曲      | 編曲                                             | 時間  |
| --------- | -------------------------------------------------------- | --------- | --------- | ------------------------------------------------ | ----- |
| 5.        | 「あの娘ぼくがロングシュート決めたらどんな顔するだろう」 | 岡村靖幸  | 岡村靖幸  | 岡村靖幸／ストリングス・アレンジメント: 清水信之 | 4:13  |
| 6.        | 「祈りの季節」                                           | 岡村靖幸  | 岡村靖幸  | 岡村靖幸                                         | 4:52  |
| 7.        | 「ビスケット Love」                                      | 岡村靖幸  | 岡村靖幸  | 岡村靖幸                                         | 5:59  |
| 8.        | 「ステップ UP↑」                                         | 岡村靖幸  | 岡村靖幸  | 岡村靖幸                                         | 5:01  |
| 9.        | 「ペンション」                                           | 岡村靖幸  | 岡村靖幸  | 岡村靖幸                                         | 4:28  |
| 合計時間: | 合計時間:                                                | 合計時間: | 合計時間: | 合計時間:                                        | 24:33 |

## スタッフ・クレジット
- CDブックレットに記載されたクレジットを参照[30]。

### 参加ミュージシャン
| 1. 「どぉなっちゃってんだよ」 - 本田雅人 – コーラス 2. 「カルアミルク」 - 山本拓夫 – コーラス - 本田雅人 – コーラス 3. 「(E)na」 - 有賀啓雄 – ベース - 本田雅人 – ホーン 4. 「家庭教師」 - 山本拓夫 – コーラス 5. 「あの娘ぼくがロングシュート決めたらどんな顔するだろう」 - 清水信之 – ストリングス・アレンジメント - 飛鳥グループ – ストリングス - 山本拓夫 – ホーン、コーラス - 本田雅人 – ホーン、コーラス | 1. 「祈りの季節」 - 山本拓夫 – ホーン、コーラス - 本田雅人 – ホーン、コーラス 2. 「ビスケット Love」 - HIROKA – コーラス 3. 「ステップ UP↑」 - 伊藤真視 – ドラムス - 根岸孝旨 – ベース - 山本拓夫 – ホーン、コーラス - 本田雅人 – ホーン、コーラス 4. 「ペンション」 - 山本拓夫 – ホーン - 本田雅人 – ホーン |

### 録音スタッフ
- 岡村靖幸 – プロデューサー、コンポーザー、アレンジャー、パフォーマンス
- 松井隆雄 – マニピュレーター
- 伊藤敬 – レコーディング・エンジニア
- 伊藤康宏 – レコーディング・エンジニア
- 日比浩貴 – レコーディング・エンジニア
- 清水邦彦 – レコーディング・エンジニア
- 坂元達也 – ミキシング・エンジニア
- 高橋尚哉 – アシスタント・エンジニア
- 阿久津真一（EPIC・ソニー） – ディレクター
- 大本和典（EPIC・ソニー） – ディレクター
- 福田良昭（EPIC・ソニー） – プロモーション・スタッフ

### 美術スタッフ
- 高橋伸明 (bahaty) – アート・ディレクション、イラストレーション
- 大川直人 – 写真撮影

### 制作スタッフ
- 小坂洋二（EPIC・ソニー） – エグゼクティブ・プロデューサー
- 春名源基 (Heartland) – エグゼクティブ・プロデューサー

### 2012年リイシュー盤スタッフ
- 砂原良徳 – マスタリング・エンジニア
- 福田良昭（ソニー・ミュージックダイレクト） – クリエイティブ・ディレクター
- 近藤雅信 (V4) – クリエイティブ・ディレクター
- 小林忠浩 (Aim Design) – アート・ディレクション、デザイン
- 根岸篤男 (Aim Design) – アート・ディレクション、デザイン
- 望月孝則（ソニー・ミュージックコミュニケーションズ） – プロダクト・コーディネーション

## チャート
| チャート         | 最高順位 | 登場週数 | 売上数  | 出典  |
| ---------------- | -------- | -------- | ------- | ----- |
| 日本（オリコン） | 7位      | 5回      | 8.5万枚 | [ 2 ] |

## リリース日一覧
| No. | リリース日     | レーベル                                 | 規格         | カタログ番号 | 備考                                                                                            | 出典                 |
| --- | -------------- | ---------------------------------------- | ------------ | ------------ | ----------------------------------------------------------------------------------------------- | -------------------- |
| 1   | 1990年11月16日 | EPIC・ソニー                             | CD           | ESCB-1102    |                                                                                                 | [ 23 ] [ 1 ] [ 12 ]  |
| 2   | 1990年11月16日 | EPIC・ソニー                             | CT           | ESTB-1102    |                                                                                                 | [ 12 ]               |
| 3   | 1992年11月1日  | EPIC・ソニー                             | MD           | ESYB-7008    |                                                                                                 | [ 31 ] [ 12 ]        |
| 4   | 2005年3月16日  | エピックレコードジャパン                 | CD           | ESCL-2624    | ボックス・セット『岡村ちゃん大百科～愛蔵盤』収録 紙ジャケット仕様、デジタル・リマスタリング盤   | [ 32 ] [ 33 ]        |
| 5   | 2012年2月15日  | ソニー・ミュージックダイレクト／GT music | BSCD         | MHCL-20142   | 松尾スズキおよび直枝政広によるライナーノーツが掲載 紙ジャケット仕様、デジタル・リマスタリング盤 | [ 24 ] [ 34 ] [ 12 ] |
| 6   | 2012年2月15日  | ソニー・ミュージックダイレクト           | AAC-LC       | -            | デジタル・ダウンロード                                                                          | [ 35 ]               |
| 7   | 2012年2月15日  | ソニー・ミュージックダイレクト           | ロスレスFLAC | -            | デジタル・ダウンロード                                                                          | [ 36 ]               |
| 8   | 2014年3月26日  | ソニー・ミュージックダイレクト           | ハイレゾFLAC | -            | デジタル・ダウンロード                                                                          | [ 37 ]               |
| 9   | 2021年11月16日 | GREAT TRACKS                             | LP           | MHJL-174     | 完全生産限定盤                                                                                  | [ 38 ]               |